# Thoracic outlet syndrome
Het thoracic outlet syndrome (TOS, heet ook wel schoudergordelsyndroom of neurovasculair compressiesyndroom)
is een verzamelnaam voor aandoeningen waarbij de vaatzenuwbundel bestaande uit de plexus brachialis, de arteria en vena subclavia in het schoudergebied bekneld raakt.

## Oorzaken
Het thoracic outlet syndrome kan op verschillende manieren ontstaan.
- Spontaan: anatomische afwijking zoals abnormaal aangelegde of vergrote scalenusspieren.
- Ongeval: beschadiging (slag)ader
- Beroepsgebonden: langdurig verkeerde houding (vorm van Repetitive Strain Injury)
  - Werken boven schouderhoogte (bv. schilders, schrijnwerkers)
  - Werken met neerhangende schouders (bv. computergebruikers die een niet-ergonomische houding hanteren)

Bij sommige mensen is de ruimte tussen de eerste rib en het sleutelbeen altijd vernauwd, door
- Extra ribben in de hals
- Misvorming eerste rib
- In slechte stand genezen sleutelbeenbreuk

Bij 98% van de patiënten wordt het syndroom veroorzaakt door beknelling van de plexus brachialis (Roos, 1979).

## Symptomen
- Neurogeen TOS: De klachten worden veroorzaakt door druk op de zenuwen van de plexus brachialis
  - Pijn in de schouder, uitstralend naar de arm en de hand, vaak ook naar de nek en het achterhoofd
  - Prikkelingen en een slapend gevoel in de arm of de hand
  - Soms krachtverlies wanneer de armen boven schouderhoogte geheven wordt
- Arterieel TOS: Beknelling van de slagader (arteria subclavia)
  - Een koud gevoel van de arm
  - Bleekheid van de huid
- Veneus TOS: Beknelling van de ader (vena subclavia)
  - Zwelling en een gespannen gevoel van de arm
  - Blauwe verkleuring van de hand
  - Opzwellen van oppervlakkige aders

## Behandeling
- In eerste plaats: passief mobiliseren met behulp van driedimensionaal arthrokinematische mobilisaties van beperkte gewrichten bijvoorbeeld cwk, twk, ac en sc en gleno-humeraal en ribben
- ten tweede: onbelaste oefeningen om de nieuw verworven mobiliteit in de pas behandelde gewrichten te blijven onderhouden
- evt. effleurage en ontspanningsoefeningen
- als dat allemaal niet helpt: verder doorsturen naar specialist via huisarts. Operatief kan een fibreuze band worden verwijderd.